# A magyar állam tulajdonában álló műemlékek listája Borsod-Abaúj-Zemplén vármegyében
Az alábbi lista a Borsod-Abaúj-Zemplén vármegyében található, magyar állam tulajdonában álló, országos műemléki védettségű ingatlanokat tartalmazza.
 Az alábbi műemléki lista a Magyar Nemzeti Vagyonkezelő Zrt. nyilvántartásának 2013. szeptemberi állapotán alapul, az oldal tartalma csupán tájékoztató jellegű! Az országos műemléki nyilvántartás közhiteles forrása a Lechner Lajos Tudásközpont.
|  | Bővebben: Boldogkői vár |

|  | Bővebben: Cserépvár |

|  | Bővebben: L’Huillier–Coburg-kastély |

|  | Bővebben: Füzéri vár |

|  | Bővebben: Pálffy-kastély |

|  | Bővebben: Huszita-ház (Gönc) |

|  | Bővebben: Pálos kolostor (Gönc) |

|  | Bővebben: Melczer-kastély |

|  | Bővebben: Pálos kolostor (Martonyi) |

|  | Bővebben: Mádi zsinagóga |

|  | Bővebben: Miskolc-Tiszai vasútállomás |

|  | Bővebben: Miskolc-Gömöri vasútállomás |

|  | Bővebben: Herman Ottó Múzeum |

|  | Bővebben: Megyeháza (Miskolc) |

|  | Bővebben: Kohászati Múzeum |

|  | Bővebben: Pálos kolostor (Bükkszentlélek) |

|  | Bővebben: Diósgyőri vár |

|  | Bővebben: Újmassai őskohó |

|  | Bővebben: regéci vár |

|  | Bővebben: ónodi vár |

|  | Bővebben: pácini várkastély |

|  | Bővebben: Latorvár (Sály) |

|  | Bővebben: Sárospataki vár |

|  | Bővebben: Sárospataki vár |

|  | Bővebben: Sárospataki vár |

|  | Bővebben: A Magyar Nyelv Múzeuma |

|  | Bővebben: Szádvár |

|  | Bővebben: Tokaji vár |